# В. С. Ван Дайк
Вудбрідж Стронг «В. С.» Ван Дайк II (англ. Woodbridge Strong “W. S.” Van Dyke II; 21 березня 1889, Сан-Дієго, Каліфорнія, США - 5 лютого 1943, Лос-Анджелес, Каліфорнія, США) — американський кінорежисер і письменник, який зробив кілька успішних ранніх звукових фільмів, у тому числі Тарзан, людина-мавпа (1932), Тонка людина (1934), Сан-Франциско (1936) та шість популярних мюзиклів з Нельсоном Едді та Джаннет Макдональд. Він отримав дві номінації на премію «Оскар» за найкращу режисерську роботу до фільмів «Тонка людина» та «Сан-Франциско».

## Біографія
Вудбрідж Стронг Ван Дайк II народився 21 березня 1889 року в Сан-Дієго, штат Каліфорнія. Його батько був суддею Верховного суду, який помер у день народження свого сина. Його мати, Лаура Вінстон, повернулася до своєї колишньої акторської кар'єри. Вони їздили по Західному узбережжі і Середньому Заході. Коли Ван Дайку було чотирнадцять років, він переїхав до Сіетла, щоб жити зі своєю бабусею. Під час відвідин бізнес-школи він працював на декількох роботах, у тому числі двірником, офіціантом та продавцем. В 1909 році він одружився з актрисою Зіною Ашфорд, і вони приєдналися до різних гастрольних театральних груп, нарешті прибувши до Голлівуду в 1915 році. 
В 1915 році Ван Дайк знайшов роботу помічником режисера Д. В. Гріффіта. У тому ж році він працював помічником режисера Джеймса Янга. В 1917 році Ван Дайк випустив свій перший фільм «Земля довгих тіней» для кіностудій Essanay, а також п'ять інших фільмів. В епоху німого кіно він навчився своєму ремеслу, а з появою звуку став одним із найкращих режисерів MGM. 
Більшість його фільмів стали хітами свого часу. Він отримав дві номінації на премію «Оскар» за найкращу режисерську роботу до фільмів «Тонка людина» та «Сан-Франциско».
Під час Другої світової війни патріотичний Ван Дайк створив центр вербування до морського піхоти в його офісі MGM. Він був одним з перших голлівудських діячів, які виступали за раннє втягнення США у війну, і він переконав таких зірок, як Кларк Гейбл, Джеймс Стюарт, Роберт Тейлор та Нельсон Едді, щоб вони взяли участь у військових діях.
Закінчивши свій останній фільм, Подорож за Маргарет (1942), він попрощався з дружиною, дітьми та своїм начальником Луїсом Б. Маєром, а потім покінчив життя самогубством 5 лютого 1943 року в Брентвуді, Лос-Анджелес. На його прохання Джаннет Макдональд і Нельсон Едді вели церемонію поховання. Його поховали на кладовищі Форест-Лоун Глендейла поблизу своєї матері.

## Нагороди та номінації
| Рік  | Нагорода                   | Категорія                   | Фільм            | Результат |
| ---- | -------------------------- | --------------------------- | ---------------- | --------- |
| 1935 | Премія «Оскар»             | Найкращий монтаж            | Ескімос          | Перемога  |
| 1935 | Премія «Оскар»             | Найкраща режисерська робота | Тонка людина     | Номінація |
| 1936 | Венеційський кінофестиваль | Найкращий іноземний фільм   | Сан-Франциско    | Номінація |
| 1937 | Премія «Оскар»             | Найкраща режисерська робота | Сан-Франциско    | Номінація |
| 1938 | Венеційський кінофестиваль | Найкращий іноземний фільм   | Марія-Антуанетта | Номінація |

## Фільмографія
| Рік  |   | Українська назва          | Оригінальна назва               | Роль              |
| ---- | - | ------------------------- | ------------------------------- | ----------------- |
| 1915 | ф | Народження нації          | The Birth of a Nation           | помічник режисера |
| 1927 | ф | Переможці пустелі         | Winners of the Wilderness       | режисер           |
| 1928 | ф | Під чорним орлом          | Under the Black Eagle           | режисер           |
| 1928 | ф | Білі тіні південних морів | White Shadows in the South Seas | режисер           |
| 1931 | ф | Трейдер Горн              | Trader Horn                     | режисер           |
| 1932 | ф | Тарзан, людина-мавпа      | Tarzan the Ape Man              | режисер           |
| 1932 | ф | Нічний суд                | Night Court                     | режисер           |
| 1933 | ф | Боксер та леді            | The Prizefighter and the Lady   | режисер, продюсер |
| 1934 | ф | Тонка людина              | The Thin Man                    | режисер           |
| 1934 | ф | Забуваючи про всіх інших  | Forsaking All Others            | режисер           |
| 1935 | ф | Я живу своїм життям       | I Live My Life                  | режисер           |
| 1936 | ф | Сан-Франциско             | San Francisco                   | режисер           |
| 1936 | ф | Любов у бігах             | Love on the Run                 | режисер, продюсер |
| 1936 | ф | Диявол у спідниці         | The Devil Is a Sissy            | режисер           |
| 1937 | ф | Розалі                    | Rosalie                         | режисер           |
| 1938 | ф | Марія-Антуанетта          | Marie Antoinette                | режисер           |
| 1939 | ф | Цей чудовий світ          | It's a Wonderful World          | режисер           |
| 1939 | ф | Встань і бийся            | Stand Up and Fight              | режисер           |
| 1940 | ф | Гірка солодкість          | Bitter Sweet                    | режисер           |
| 1940 | ф | Північно-Західний прохід  | Northwest Passage               | режисер           |